# 本質
本質（ほんしつ、英: essence、希: ουσια (ousia), 羅: substantia / essentia、本質的属性とも）とは、事物そのものの基本的性質。「それは何であるか」という問いへの答えになる性質であり、偶有的属性ではないもの。類語は本性・定義。例えば「三角形の本質」は「三つの線で囲まれた図形」。

## 概要
ある何らかの対象を律する際に充てがうロゴスを「何性」「性」などと呼び、この呼称を本質と見做す事が慣習である。而して同一性ないし類型学種差はこれらの派生である。
これと対比して、付加されたり欠如されたりして、それをそれたらしめる（必然性の欠在）付帯的な性向を、偶有性と謂う。
口語や俗語における広義的な用法において、「体裁」に対する概念としての「原現象」や「真髄」など「現前の基底となる形而上的にして真正な「性質」の語義として用いられる傾向にある。
対語は現象。

## 思想史
中世盛期スコラ学以降は、essentia (本質存在)は実存（現実存在 エクシステンティア exsistentia）の対概念とされてきた。
元来アリストテレスのウーシアは「存在するもの」という語構成を持っている語で、「本当に実在するもの」を意味し、彼にとってはまずもってそれはイデアではなく具体的な個物であった。この形相と質料とからなる個物は、述語として用いられうる普遍者としての「第二実体」に対比された場合、主語としてしか用いられない基体としての「第一実体」と呼ばれる。ここからさらに、その個物の素材である「質料 ヒュレー」ではなく、その「形相 エイドス」こそが、ものの真の実在性を担っているという考えにたったとき、個々のものの本質としては質料と対比された形相のほうが第一の実体であると説かれる。すなわち、彼にとってウーシアという言葉は実体という含意と本質としての形相という含意をともに持っていた。
これがラテン語に翻訳されるとき、substantia と essentia という二つの訳語が行われた。substantia は、ウーシアと同義で用いられていたヒュポスタシス「下に立つもの」（のちにキリスト教神学の文脈ではウーシアとヒュポスタシスは区別されるようになった。この場合の訳語はpersona）の直訳で基質としての実体という観点からの訳語であり、essentia は「あるところのもの」という観点からのウーシアの訳語であった。
アリストテレス的枠組みに立つ限り両者は区別されず訳語の違いにすぎなかったが、中世盛期スコラ学、具体的にはトマス・アクィナス以降、実体 substantia と本質 essentia は区別されるようになった。ただし、このときでも近代哲学とは異なり、本質こそが実在であるという観念論的な枠組みは維持された。存在は、本質として概念的に存在している実体と、本質に現実存在（ existentia ）がプラスされた、現実的に存在する実体とに区分されたのである。
なお、概念が本質存在する（概念として存在する）ということは、単に文法的・形式的な理由で名目的に表現可能であるというだけではなく、論理的矛盾なく想定可能だということを指す。言語の不備から、曖昧な、あるいは矛盾を孕む概念が観念されることはありうる。しかし、そうした名目的概念は、その名辞に対応する実体を持たないと考えられた。しかし、このことはかならずしもその概念に対応するものが現実存在するということを保障しない。概念から最高存在の現存在を証明する実体論的証明を退けた者にはカントがいる（純粋理性批判）。
このことは可能や不可能など様相を問題にする場面でとくに問題となり、また現代ではハイデッガーや実存主義によって、存在するということがものの本質や属性に含まれないという点から着目された。たしかにデカルトなどにとっては、たとえば神はその完全性のうちに存在を含むものであった。しかし、存在するものとしてしかその本質が考えられない（スピノザ）、というだけでは、やはりそのものは現実存在するとは限らないとの批判がたとえばカントなどからなされている。すなわち、述語として考えたときに「存在する」という述語は、他の述語にはないやや特異な位置を占める。
なおアリストテレスの上述の議論を継承した中世の普遍論争においては、実在するものは個物であるとする立場にたつ唯名論と、普遍（形相）こそが実在である実在論とが対立した。